# 党务办公室
党务办公室（德語：Parteikanzlei）是德国纳粹党的领导办公室，于1941年5月12日定此名。之前，该办公室名为副元首幕僚办公室（Stab des Stellvertreters des Führers），副元首鲁道夫·赫斯未经希特勒授权就擅自飞到苏格兰试图与英方和谈一事发生后，办公室被更名。赫斯被希特勒骂得一文不值，他从前的办公室被解散，新党务办公室成立，由赫斯前副手马丁·鲍曼领导。鲍曼在党务办公室主任的职位上一直坐到1945年4月30日。